# Анджей Дженга
А̀нджей Джѐнга (на полски: Andrzej Dzięga) е полски римокатолически духовник, хабилитиран доктор по канонично право, професор в Люблинския католически университет, декан на факултета по право, канонично право и администрация (1999 – 2003), епископ на Сандомежката епархия (2002 – 2009), шчечинско-каменски архиепископ митрополит от 2009 година.

## Биография
Анджей Дженга е роден на 14 декември 1952 година в Радзин Подляски, в работническо семейство. През 1971 година започва да учи във Висшата духовна семинария в Шедълце. В 1977 година е ръкоположен за свещеник от Ян Мазур, шедлешки епископ. Служи като викарий в енориите на селата Мальова Гура и Радориж Смоляни. В периода 1978 – 1980 година учи задочно в Люблинския католически унивеситет (ЛКУ). От 1982 година е редовен студент във факултета по канонично право. През 1988 година защитава докторска дисертация по канонично право на тема „Рецепция на мислите на Джузепе Киовенда в църковното процесуално право“ (на полски: Recepcja myśli Giuseppe Chiovendy w kościelnym procesie ustnym). На 1 септември 1989 година започва да води лекции в ЛКУ. Преподава в областта на църковното процесуално право и полското семейно право. През 1995 година се хабилитира. В периода 1996 – 2008 година е ръководител на катедра „Църковно процесуално право“. Също така е избран за декан на факултета по право, канонично право и администрация.
На 7 октомври 2002 година папа Йоан Павел II го номинира за сандомежки епископ. Приема епископско посвещение (хиротония) на 24 ноември от ръката на Юзеф Ковалчик, титулярен архиепиксоп на Хераклея, в съслужие с Юзеф Жичински, люблински архиепископ и Вацлав Швежавски, почетен сандомежки епископ. Същият ден влиза тържествено в сандомежката катедрала като епископ. В Полската епископална конференция е избран за ръководител на правния съвет. На 21 февруари 2009 година папа Бенедикт XVI го номинира за шчечинско-каменски архиепископ митрополит. Приема канонично архиепархията на 31 март и влиза тържествено в шчечинската катедрала като архиепископ на 4 април. На 29 юни в Рим приема от ръцете на папата митрополитския палиум.